# Souq Wadi Barada
Souq Wadi Barada (în arabă سوق وادي بردى), ortografiat și Suq Wadi Barada, este un sat sirian în Districtul Al-Zabadani din Guvernoratul Rif Dimashq. Potrivit Biroul Central de Statistică al Siriei (CBS), Souq Wadi Barada avea o populație de 3.678 de locuitori la recensământul din 2004. Locuitorii săi sunt predominant musulmani sunniți.